# 自由主義インターナショナル
自由主義インターナショナル（じゆうしゅぎインターナショナル、英語: Liberal International、LI）は、自由主義（リベラリズム）政党の国際組織である。本部はロンドン。創設は1947年。
自由主義インターナショナルは、全世界を網羅した自由主義政党の国際ネットワークであり、国際社会における自由民主主義の強化の一翼を担ったと言われている。アジア、アフリカ、アメリカおよび、ヨーロッパの多くの自由主義政党が参加している。人権、自由かつ公正な選挙と複数政党制に基づく民主主義、社会的正義、寛容、社会的市場経済、自由貿易、環境保全、国際的連帯の強固な意識など、共通する原則を共有する諸政党によって立脚しているといわれる。
2014年の総会にて、自由主義インターナショナルはアンドラの元外務大臣ジュリ・ミノーベス（Juli Minoves）前副議長を議長として選出した。副議長は南アフリカ共和国民主同盟の元党首ヘレン・ツィレ（Helen Zille）、事務局長はエミール・カージャス（Emil Kirjas）である。

## 参加政党

### 正式メンバーの政党

#### 国際組織
| 国   | 党名                     |
| ---- | ------------------------ |
| 世界 | 国際自由青年連合         |
| 世界 | 国際自由女性ネットワーク |

#### アジア・オセアニア
| 国               | 党名                                                                       |
| ---------------- | -------------------------------------------------------------------------- |
| アゼルバイジャン | アゼルバイジャン自由党                                                     |
| イスラエル       | イスラエル自由連合                                                         |
| カンボジア       | サム・ランシー党                                                           |
| レバノン         | 未来運動                                                                   |
| スリランカ       | 自由党（Liberal Party） （左派ナショナリズムのスリランカ自由党とは別組織） |
| モンゴル         | 市民の意志・緑の党                                                         |
| フィリピン       | フィリピン自由党（Liberal Party）                                          |
| タイ             | 民主党                                                                     |
| 台湾             | 民主進歩党（民進党）                                                       |

#### ヨーロッパ
| 国             | 党名                                                                 |
| -------------- | -------------------------------------------------------------------- |
| 欧州連合評議会 | 自由民主改革グループ                                                 |
| 欧州連合       | 欧州自由民主改革党                                                   |
| アンドラ       | アンドラ自由党                                                       |
| オーストリア   | 自由フォーラム                                                       |
| ベルギー       | 改革運動（Mouvement Réformateur）                                    |
| ベルギー       | フラームス自由民主（Vlaamse Liberalen en Democraten）                |
| ブルガリア     | 権利と自由運動                                                       |
| ブルガリア     | 安定と進歩国民運動（w:National Movement for Stability and Progress） |
| クロアチア     | クロアチア社会自由党                                                 |
| ドイツ         | ドイツ連合（w:Deutsche Gruppe）                                      |
| ドイツ         | 自由民主党                                                           |
| デンマーク     | ヴェンスタ                                                           |
| デンマーク     | ラディケーリ                                                         |
| スペイン       | カタルーニャ民主集中                                                 |
| エストニア     | エストニア改革党                                                     |
| フィンランド   | フィンランド中央党                                                   |
| フィンランド   | スウェーデン人民党（Svenska Folkpartiet）                            |
| イギリス       | 自由民主党                                                           |
| イギリス       | 自由民主連合（w:Liberal International British Group）                |
| ジブラルタル   | ジブラルタル自由党                                                   |
| イタリア       | イタリア急進主義者                                                   |
| コソボ         | コソボ自由党（w:Partia Liberale e Kosoves）                          |
| ハンガリー     | 自由民主同盟                                                         |
| アイスランド   | 進歩党                                                               |
| リトアニア     | 自由中道同盟                                                         |
| ルクセンブルク | 民主党（Demokratesch Partei）                                        |
| 北マケドニア   | マケドニア自由民主党（Liberalna Demokraticka Partija）               |
| 北アイルランド | 北アイルランド同盟党                                                 |
| オランダ       | オランダ連合（w:Nederlandse Groep）                                  |
| オランダ       | 自由民主国民党                                                       |
| オランダ       | 民主66                                                               |
| ノルウェー     | ノルウェー自由党（w:Liberal Party of Norway）                        |
| ルーマニア     | 国民自由党                                                           |
| ロシア         | ヤブロコ                                                             |
| スロベニア     | スロベニア自由民主党                                                 |
| スウェーデン   | 自由人民党（自由国民党）                                             |
| スウェーデン   | 中央党                                                               |

#### アフリカ
| 国               | 党名                                                                                               |
| ---------------- | -------------------------------------------------------------------------------------------------- |
| アルジェリア     | 文化民主連合                                                                                       |
| アンゴラ         | 自由民主党                                                                                         |
| エジプト         | 民主戦線党（w:Democratic Front Party）                                                             |
| コートジボワール | 共和主義者連合（w:Rally of the Republicans）                                                       |
| コンゴ民主共和国 | 再建民主国民連合（w:National Alliance of Democrats for Reconstruction）                            |
| ケニア           | オレンジ民主運動                                                                                   |
| 赤道ギニア       | 赤道ギニア国民民主連合                                                                             |
| セネガル         | セネガル民主党                                                                                     |
| タンザニア       | 市民統一戦線                                                                                       |
| チュニジア       | 社会自由党（資格停止中、Parti Social Libéral）                                                     |
| ブルキナファソ   | 民主連邦同盟・アフリカ民主連合（w:Alliance for Democracy and Federation-African Democratic Rally） |
| マダガスカル     | マダガスカル進歩運動（w:Movement for the Progress of Madagascar）                                  |
| 南アフリカ共和国 | 民主同盟                                                                                           |
| モロッコ         | 立憲同盟（w:Union Constitutionnelle）                                                              |
| モロッコ         | 人民運動（w:Mouvement Populaire）                                                                  |

#### 南北アメリカ
| 国           | 党名                                            |
| ------------ | ----------------------------------------------- |
| カナダ       | カナダ自由党                                    |
| キューバ     | キューバ自由党（w:Partido Liberal de Cuba）     |
| キューバ     | 民主連帯党（w:Partido Solidaridad Democratica） |
| キューバ     | キューバ自由同盟（w:Unión Liberal Cubana）      |
| コスタリカ   | 自由運動党（w:Partido Movimiento Libertario）   |
| ペルー       | 国民の正義（Partido Justicia Nacional）         |
| ホンジュラス | ホンジュラス自由党（Partido Liberal）           |
| メキシコ     | 新同盟党（Nueva Alianza）                       |

### オブザーバー参加の政党
- 共和党 - アイルランド
- イタリア自由連合（w:Federazione dei Liberali Italiani） - イタリア
- イタリアのための同盟（w:Alliance for Italy） - イタリア
- イタリア自由グループ（w:Italian Liberal Group） - イタリア
- 民主党（w:Democratic Party (Indonesia)） - インドネシア
- 自由党（Liberal Party） - ウクライナ
- ガド党 - エジプト
- 共和主義勢力連合（w:Union of Republican Forces） - ギニア
- 愛国党（Partido Patriota） - グアテマラ
- 改革運動（Movimiento Reformador） - グアテマラ
- ジョージア共和党 - ジョージア
- 独立自由党（w:Independent Liberal Party (Kosovo)） - コソボ
- コンゴ改革同盟 - コンゴ民主共和国
- コンゴ再建連合 - コンゴ民主共和国
- シンガポール民主党（w:Singapore Democratic Party） - シンガポール
- ザレス（真理）（w:Zares） - スロベニア
- 自由民主党（w:Liberal Democratic Party (Serbia 2005)） - セルビア
- 統一民主党（United Democratic Party） - タンザニア
- 正統急進自由党 - パラグアイ
- オーランドのための自由（w:Liberalerna på Åland） - フィンランド領オーランド諸島
- ブラジル国際自由グループ - ブラジル
- 民主再生連合 - ブルンジ
- 自由民主党（w:Liberal Democratic Party (Bosnia and Herzegovina)） - ボスニア・ヘルツェゴビナ
- 改革市民党（w:Parti citoyen pour le renouveau） - マリ
- マレーシア人民運動党 - マレーシア
- 人民正義党 - マレーシア
- 自由バンニン党（w:Liberal Vannin Party） - マン島

## 旧加盟政党
- オーストリア自由党（w:Freedom Party of Austria） - オーストリア
- 立憲自由党（Partido Liberal Constitucionalista） - ニカラグア
- 青年民主同盟（w:Fiatal Demokraták Szövetsége） - ハンガリー
- 社会民主党（w:Social Democratic Party） - ポルトガル
- シヌイ - イスラエル
- 自由党 (日本 1998-2003) - 日本(オブザーバー)